# Teplička nad Váhom (kaštel)

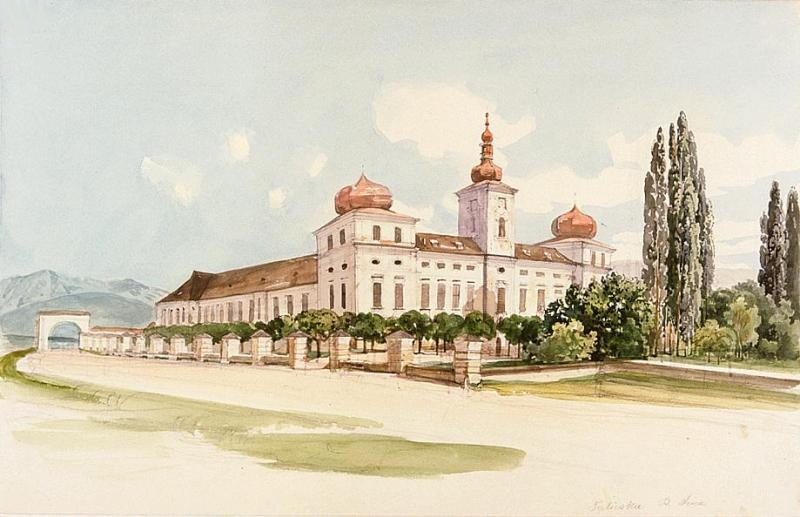
Kaštel Teplička nad Váhom na obraze rakouského malíře Thomase Endera z 19. století

Kaštel v Tepličce nad Váhom je renesanční čtyřkřídlý zámek (kaštel, slovensky kaštieľ ) s vnitřním nádvořím z konce 16. století v okrese Žilina na Slovensku.

## Základní informace
- Lokalita: Teplička nad Váhom
- Ulice: Na rybník, Fatranská, Za kaštieľom a Sklárska
- Číslo objektu: 312-32
- Národní kulturní památka Slovenské republiky č. NKP 1381/0, id objektu: 511–1381/0[1]

## Historie

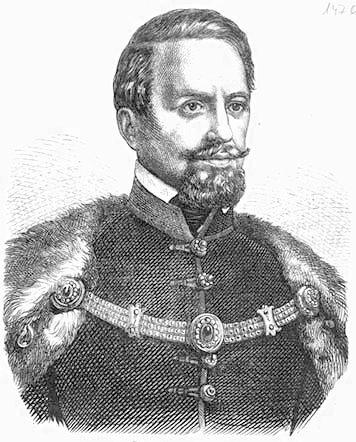
Šimon Sina - jeden z posledních vlastníků

- V r. 1420 Tepličku nad Váhom společně se Strečnem daroval Zikmund Lucemburský hraběti Stanislavu Dersffymu. Kaštel v Tepličke nad Váhom (maďarsky: Vágtapolca), byl postaven na místě středověké pevnosti. Dal ho koncem 16. století vystavět významný uherský šlechtic Mikuláš Dersffy von Szerdahelyi. Až do konce 16. století byl ve vlastnictví rodu Dersffyů.
- Po znovudobytí Budína od Turků se obec stala statkem hraběte polského původu Jána Jakuba Löwenburga. Jeden z jeho pravnuků, člen hraběcího rodu Windischgrätzů dal koncem 17. století přestavět kaštel do dnešní podoby. O někdejším velkopanském životě svědčí tři věže kaštela a zachovalá krásná kamna. Hrabě Windischgrätz dal při kaštele postavit hospodářské budovy, ve kterých otevřel závody na tkaní plátna a bavlny. Velkou měrou se přičinil o dobro obce. Vyjednal u královny, aby obec dostala práva zemědělského městečka.
- Kaštel od něj koupila Janovská republika a následně pak patřil italskému hraběti Solignacovi.
- Od něj kaštel získal baron Juraj Sina za 800 tisíc forintů; v polovině 19. století byl vlastníkem Šimon Sina.[2][3]

## Současnost
"Na kaštele se zachovala vzácná nástěnná výzdoba z grafitu, kterou částečně přeložili do Považského muzea v Žilině. Jelikož se zde nikdy nedělal podrobný architektonický a umělecký výzkum, hodně toho o něm nevíme. Předpokládáme však, že skrývá v sobě mnoho vzácných, dosud neodhalených tajemství," říká ředitel Krajského památkového úřadu v Žilině Miloš Dudáš.
Kaštel stojí v blízkosti centra obce. Jeho bývalou monumentálnost připomíná západní křídlo, které dosud stojí v zachovalém stavu. Východní křídlo, nejstarší, spolu s pozdněgotickým kostelem, však již leží v ruinách. Po odchodu maďarských šlechtických rodů se kaštel rozprodal mezi více majitelů, kteří si ho rozdělili po částech a postupně předělali na obytné prostory, čímž se znehodnotil. Na palácové stavbě, představující velký prostor původně asi s rovným stropem, jsou částečně renesanční ostění oken, lemované grafitovou ornamentikou, jejíž část odstranili v roce 1955. Hlavní západní průčelí je třináctiosé, na nárožích s patrovými věžemi. Okna jsou podélná s římsou. Nad okny prvního patra jsou další větrací otvory, osvětlující podkroví. Široká podstřešní římsa ukončuje fasády, na nárožních věžích je kordónová římsa, mnohem širší a masivnější. Dvůr původně obrubovali téměř segmentové arkády. Dnes jsou arkády zazděné a na jejich místech jsou nová okna. V minulosti v kaštele byla i sklárna. Později až do dnešních dnů byty, které pozměnili původní dispozici objektu.
V současnosti má desítky vlastníků. Několik rodin dosud obývá jeho prostory, ostatní části pomalu chátrají. Osud upadajícího kaštela však novému vedení obce a také některým obyvatelům, není lhostejný. Založili občanské sdružení s názvem Revitalizace kaštela Teplička nad Váhom (slovensky: Revitalizácia kaštieľa Teplička nad Váhom). Jeho posláním je záchrana, obnova a podpora rekonstrukce a revitalizace kaštela pro budoucí generace a jeho využití v cestovním ruchu. S iniciativou začala již v roce 2006. Část zrekonstruovaného kaštela by sloužila především obyvatelům obce k pořádání kulturně – společenských akcí. V části kaštela je v plánu umístit knihovnu, muzeum, nebo galerii.

## Zajímavosti

### Juraj Jánošík
- O dětství a mládí Juraje Jánošíka se mnoho informací nedochovalo, ale podle domácí tradice Jánošík pocházel z poměrně bohaté rodiny a vyrůstal na statku v poddanské obci Terchová. Terchová byla poddanská obec, patřící pánům ze Strečna. Středisko panství bylo v dobách Jánošíka v kaštele v Tepličke nad Váhom, protože hrad Strečno byl v roce 1674 na přímý rozkaz panovníka Leopolda I. zbourán.[6]
- V prosinci roku 1713 v kaštele v Tepličke nad Váhom před zemským soudem, kterému předsedal Jan Jakub Löwenburg, tehdejší majitel panství Strečno, byl odsouzen na smrt jeho bratr Jan Jánošík. Mezi obviněními bylo mimo jiné i to, že pomáhal svému bratrovi Jurajovi a ukrýval jej.[7]

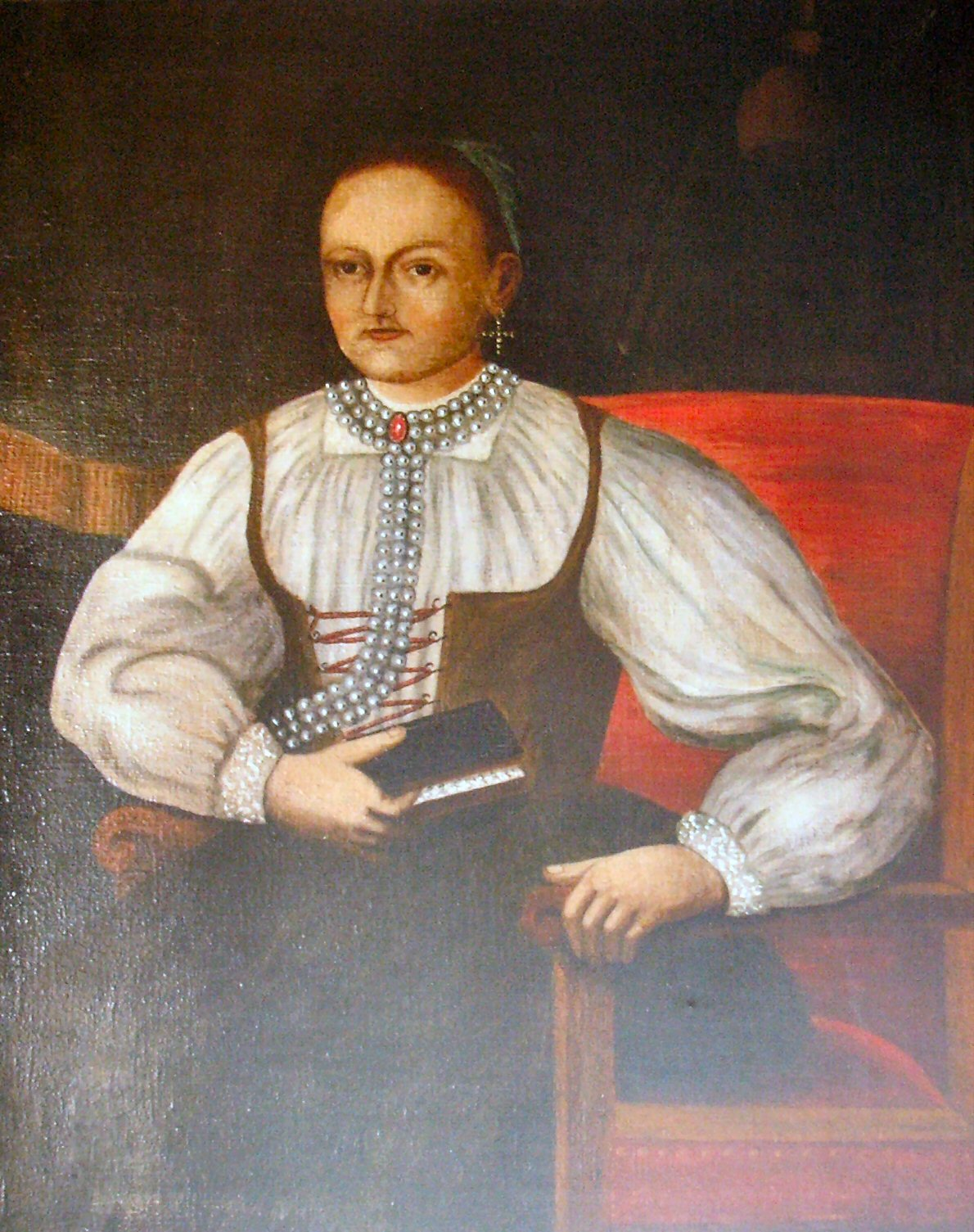
Ž. Bošňáková

### Žofia Bošňáková
Spojuje se se jménem Žofie Bošňákové, manželky jednoho z majitelů – Františka Wesselényiho, která podle dobových záznamů působila jako nadčasová osoba, pomáhající všem bez rozdílu původu a která podle dostupných zdrojů v kaštele v Tepličke nad Váhom jistou dobu žila. Momentálně probíhá proces na její blahořečení a vyhlášení za svatou v katolické církvi.

### Archeologické nálezy
V blízkosti kaštela se nachází bohaté archeologické naleziště odkrývající sídliště púchovské kultury a mohylové náspy z velkomoravských dob.